# 斜羽凤尾蕨
斜羽凤尾蕨（学名：Pteris oshimensis）为凤尾蕨科凤尾蕨属下的一个种。

## 扩展阅读
- 維基物種上的相關：斜羽凤尾蕨